# Jean Bidegaray
Pour les articles homonymes, voir Bidegaray.
Jean Bidégaray (né le 9 juin 1941 à Bordeaux en Gironde et décédé le 5 janvier 2018 à Saint-Avertin en Indre-et-Loire) est un joueur de football français, qui évoluait au poste de défenseur.

## Biographie
Avec les Girondins de Bordeaux, il dispute cinq matchs en Division 1, et une rencontre en Coupe UEFA.
Avec l'équipe de Poitiers, il joue 52 matchs en Division 2.
Entraineur puis Président de l'US Joué-Les-Tours. Il a contribué à la montée de l'équipe première de la Promotion de Ligue (Régional) au National 3 (actuellement National 1). 

## Palmarès
Girondins de Bordeaux
- Championnat de France :
  - Vice-champion : 1964-65.
- Coupe Charles Drago :
  - Finaliste : 1965.